# (474007) 2016 FB42
(474007) 2016 FB42 es un asteroide perteneciente al cinturón de asteroides, descubierto el 13 de marzo de 2007 por el equipo del Mount Lemmon Survey desde el Observatorio del Monte Lemmon, Arizona, Estados Unidos.

## Designación y nombre
Designado provisionalmente como 2016 FB42.

## Características orbitales
2016 FB42 está situado a una distancia media del Sol de 2,761 ua, pudiendo alejarse hasta 2,805 ua y acercarse hasta 2,716 ua. Su excentricidad es 0,016 y la inclinación orbital 5,190 grados. Emplea 1675 días en completar una órbita alrededor del Sol.

## Características físicas
La magnitud absoluta de 2016 FB42 es 16,67. Tiene 2,776 km de diámetro y su albedo se estima en 0,145.